# Prairie Wind
Albums de Neil Young
Greendale
(2003) Living with War
(2006)
Prairie Wind est un album de Neil Young sorti en 2005.

## Historique
C'est un album country folk qui vient achever la trilogie des moissons après Harvest (1972) et Harvest Moon (1992).
La tournée de promotion de l'album a fait l'objet d'un film de Jonathan Demme, Neil Young: Heart of Gold, sorti en 2006.

## Titres
Toutes les compositions sont de  Neil Young
1. The Painter – 4:36
2. No Wonder – 5:45
3. Falling Off the Face of the Earth – 3:35
4. Far From Home – 3:47
5. It's a Dream – 6:31
6. Prairie Wind – 7:34
7. Here for You – 4:32
8. This Old Guitar – 5:32
9. He Was the King – 6:08
10. When God Made Me – 4:05

## Musiciens
- Neil Young -  guitares, harmonica, piano, chant
- Ben Keith - Dobro, pedal steel, guitare slide
- Spooner Oldham - piano, orgue Hammond B3, Wurlitzer.
- Rick Rosas - basse
- Karl Himmel - batterie, percussion
- Chad Cromwell - batterie, percussion
- Grant Boatwright - guitare acoustique, chœur
- Clinton Gregory - fiddle sur No Wonder
- Wayne Jackson, Thomas McGinley - cor
- Emmylou Harris, Pegi Young, Diana Dewitt, Anthony Crawford, Gary Pigg, Curtis Wright - chœurs
- Chuck Cochran - arrangement des violons
- Fisk University Jubilee Choir, direction Paul Kwami